# 推土機上的少女
《推土機上的少女》（韓語：불도저에 탄 소녀）是2021年韓國劇情片，由導演朴伊雄執導，金惠奫、朴赫權、吳萬錫、藝聲、朴時宇主演。劇本於2014年獲得釜山電影節亞洲電影基金劇本發展基金支援，2021年入圍第26屆釜山國際電影節“韓國電影的今天 – 全景”單元。

## 劇情概要
惠英是個19歲桀驁不馴的少女。一隻手臂上紋滿了剌青。嘴上常罵著髒話，暴力也是家常便飯。顧名思義就是問題兒童中的問題兒童。惠英沒有媽媽，和經營中餐館的爸爸與年幼的弟弟三人一起生活。有一天，父親遭遇交通事故陷入了腦死亡狀態，惠英被趕出了家，為了照顧年幼的弟弟，開始調查父親隱藏的秘密。雖然有幫助惠英的刑警，但是她完全用粗魯的方式，沒有要領也沒有本事。這個沒有要領的魯莽性、正直和純粹感，她為何會坐上推土機？

## 演員陣容

### 主要人物
| 演員   | 角色   | 介紹                   |
| 金惠奫 | 具惠英 | 桀驁不馴的花臂少女。   |
| 朴赫權 | 具本鎮 | 具惠英的爸爸。         |
| 吳萬錫 | 崔永奐 | 具本鎮的前公司的老闆。 |
| 藝聲   | 高有錫 | 派出所刑警。           |
| 朴時宇 | 具惠適 | 具惠英年幼的弟弟。     |

### 其他人物
| 演員   | 角色   | 介紹                   |
| 金仲基 | 泰莞   | 具本鎮的前公司的同事。 |
| 楊素敏 |        | 具惠英、具惠適的姨母。 |
| 崔熙真 | 慶真   |                        |
| 李輝鐘 | 恩碩   |                        |
| 成汝珍 |        | 恩碩的母親。           |
| 金熙昌 | 張警官 |                        |
| 韓惠智 | 慶媛   |                        |

## 獎項紀錄
| 年份   | 頒獎禮                    | 獎項                    | 入圍者         | 結果 | 參    |
| ------ | ------------------------- | ----------------------- | -------------- | ---- | ----- |
| 2022年 | 第21屆紐約亞洲電影節      | 亞洲新星獎              | 金惠奫         | 獲獎 |       |
| 2022年 | 第31屆釜日電影獎          | 最佳新人女演員          | 金惠奫         | 提名 |       |
| 2022年 | 第9屆韓國電影製作人協會獎 | 新人演員獎              | 金惠奫         | 獲獎 |       |
| 2022年 | 第27屆春史國際電影節      | 最佳新人女演員          | 金惠奫         | 提名 |       |
| 2022年 | 第43届青龙电影奖          | 最佳新人女演員          | 金惠奫         | 獲獎 |       |
| 2022年 | 第43届青龙电影奖          | 最佳新人導演            | 朴伊雄         | 提名 |       |
| 2022年 | 第58屆大鐘獎              | 最佳新人女演員          | 金惠奫         | 獲獎 |       |
| 2022年 | 第58屆大鐘獎              | 最佳新人導演            | 朴伊雄         | 獲獎 |       |
| 2022年 | 第42屆黃金攝影獎          | 評審團特別獎            | 金惠奫         | 獲獎 |       |
| 2023年 | 第21届韩国导演选择奖      | 電影部門 展望獎         | 推土機上的少女 | 提名 | [ 1 ] |
| 2023年 | 第21届韩国导演选择奖      | 電影部門 年度新人導演獎 | 朴伊雄         | 提名 | [ 1 ] |
| 2023年 | 第21届韩国导演选择奖      | 電影部門 年度新女演員   | 金惠奫         | 提名 | [ 1 ] |
| 2023年 | 第10屆野花電影獎          | 新人演員獎              | 金惠奫         | 獲獎 | [ 2 ] |
| 2023年 | 第10屆野花電影獎          | 劇情片導演獎            | 朴伊雄         | 提名 | [ 3 ] |
| 2023年 | 第10屆野花電影獎          | 新人導演獎              | 朴伊雄         | 提名 | [ 3 ] |
| 2023年 | 第59屆百想藝術大獎        | 電影部門 新人導演獎     | 朴伊雄         | 提名 | [ 4 ] |
| 2023年 | 第59屆百想藝術大獎        | 電影部門 女子新人演技獎 | 金惠奫         | 提名 | [ 4 ] |

## 外部連結
- NAVER上《推土機上的少女》的資料
- Daum上《推土機上的少女》的資料

- 韩国电影数据库（KMDb）上《推土機上的少女》的資料
- 《推土機上的少女》在釜山國際電影節官方網站上的資料 （页面存档备份，存于）